# Anne Zelensky
Pour les articles homonymes, voir Zelensky.
Pour une autre auteure, voir Anne Tristan.
Anne Zelensky, connue également sous le pseudonyme d'Anne Tristan, née le 24 octobre 1935 à Casablanca (Protectorat français au Maroc), est une féministe française.

## Biographie
Anne Zelensky participe dès 1966 au renouveau du féminisme, en fondant, avec Jacqueline Feldman, le FMA (Féminin Masculin Avenir), groupe mixte, qui fut à l'origine du MLF en 1970,,,. Elle est une actrice importante du mouvement féministe dans les années 1970. Proche de Simone de Beauvoir, elle est l'une des femmes à l'origine en 1971 du Manifeste des 343, un appel pour la dépénalisation et la légalisation de l'interruption volontaire de grossesse.
Elle défend notamment la position, minoritaire à l'époque dans le mouvement féministe, qu'il fallait que les femmes accèdent aux responsabilités politiques. Elle participe entre autres, à la création de la Ligue du droit international des femmes, en 1974, avec Annie Sugier, Vicky Colombet, Annie Cohen. La Ligue, présidée par Simone de Beauvoir, applique son action à des formes spécifiques du sexisme et propose un projet de loi antisexiste en 1974, qui sera adopté en Conseil des ministres en 1983, mais jamais voté.
La Ligue crée SOS Femmes Alternative, qui ouvre le premier refuge pour femmes battues en France, Flora Tristan, en 1978, à Clichy. Anne Zelensky en est la présidente à partir de 1980 pendant plusieurs années. Elle participe activement à la création de l'association Hommes et violences en privé, qui va ouvrir le premier centre d'accueil des hommes violents en France, en 1990.
En 1984,  elle lance une publicité anti-sexiste « Pas touche à l'image de l'homme », qui paraît dans plusieurs médias et connaît un retentissement international. Elle organise le premier colloque sur le « Harcèlement sexuel au travail », en 1985. Grand succès médiatique, le colloque voit la dernière apparition publique de Simone de Beauvoir, venue soutenir l'action.
Anne Zelensky est la première femme animatrice des Cafés philos dès 1996, et organise des débats avec des femmes philosophes. Elle est décorée de la légion d'honneur en 1998.
Entre 2007 et 2014, elle est rédactrice du site Riposte laïque sur lequel elle dénonce une « islamisation de la France » qui serait dangereuse pour les droits des femmes. Elle quitte Riposte laïque en février 2014, en désaccord avec certaines de ses dérives et son approche sommaire du féminisme.
Elle est la compagne d'Emmanuelle Escal, autrice, compositrice et interprète. En 2005, elle publie son autobiographie où elle revient sur son parcours et témoigne de l'évolution du mouvement féministe depuis 1968.
Une partie des archives d'Anne Zelensky a été déposée à la bibliothèque Marguerite-Durand. Leur inventaire est en ligne ici.

## Publications
- (coll.) Partisans année zéro, Éditions Maspero, 1970
- (coll.) Maternité esclave, Éditions 10-18, 1975
- Histoires du MLF, sous le pseudonyme Anne Tristan, avec Annie Sugier, dite de Pisan, Calmann-Lévy, 1977 (préface de Simone de Beauvoir)
- Histoires d'amour, sous le pseudonyme Anne Tristan (à ne pas confondre avec Anne Tristan), éditions Calmann Lévy, 1979
- Harcèlement sexuel : scandale et réalités, avec Mireille Gaussot, éditions du Rocher, 1985
- Ah elle ira, elle ira…à l'Assemblée nationale, dessins d'enfants sur la parité, éditions Indigo et Côté-Femmes (collectif), 1995
- La femme dans tous ses états, Histoire de vivre, mémoire d'une féministe,  illustrations de Floh, Indigo et Côté-Femmes, 1998
- Anne Zelensky-Tristan, Mémoires d’une féministe, Paris, Calmann-Lévy, 2005, 405 p.
- Chroniques des petits abus de pouvoirs, avec Régine Dhoquois, Éditions L'Harmattan, 2010